# Павана
Пава́на или Важный танец — торжественный медленный танец, распространённый в Европе в XVI веке и музыка к этому танцу. Под музыку паваны происходили различные церемониальные шествия: въезды властей в город, проводы знатной невесты в церковь.

## Происхождение
Павана пришла на смену популярному в XV веке бас-дансу («низкому» танцу, то есть без прыжков). Считается, что она появилась в начале XVI века, быстро став одним из самых популярных придворных танцев.
По одной версии павана или падована (итал. padovana) появилась в итальянском городе Падуя (итал. Padova), по которому и получила своё название. По другой (устаревшей) версии, это танец испанского происхождения (исп. pavana, от лат. pavo — павлин), и название связано с его торжественным церемониальным характером. Возможно, что падована существовала одновременно с паваной, но это был совершенно другой танец: быстрый, размером 6/8 или 12/8, схожий с гальярдой или сальтарелло. Возможно также, что термин «падована» объединял павану и её более позднюю разновидность пассамеццо.
Были известны испанская, итальянская, французская и немецкая паваны, различающиеся своим характером. Исследователи считают[кто?], что более вероятно итальянское происхождение танца. Туано Арбо в своём труде «Оркезография» (1589) сообщал, что павана пришла во Францию из Испании при Генрихе III. В труде Жоржа Дера говорится, что павана — танец французского происхождения, вывезенный из Франции в 1574 году и что описание паваны у Туано Арбо сильно отличается от описания испанских паван, которые исполняются более оживлённо.

## Исполнение
Павана — придворный, аристократический танец, который давал возможность показать изящество манер и движений; в народе его не танцевали. Кавалеры исполняли павану при шпаге, в плащах, дамы — в парадных платьях со шлейфами. В паване, в отличие от бранлей, где только темп объединял танцующих, фигуры соответствуют музыкальным фразам.
Павану танцевали одновременно одна или две пары. При дворе бал открывался исполнением паваны королём и королевой, затем танцевал дофин, вслед за ним — другие знатные особы.
На протяжении всего танца используется только одно па — шаг паваны, который может быть простым или двойным и делаться вперёд, назад или в сторону.
- Простой шаг паваны: скользящий шаг с переносом веса на шагающую ногу (свободная нога приставляется или заносится перед шагающей с поворотом корпуса).
- Двойной шаг паваны: шагающая нога скользит вперёд, тяжесть переносится на неё; свободная нога подтягивается; шагающая нога снова скользит вперёд, вес переносится на неё; свободная нога заносится перед ней с поворотом корпуса.

Комбинацию составляют два одинарных и один двойной шаг. Композиция состоит из шагов паваны вперёд—назад, обходов
партнёрами друг друга и поклонов.
Шаги паваны дожили до нынешних дней как «нерешительные шаги» в церемонии бракосочетания.

## В музыке
Типичные черты паваны
- медленный темп;
- двудольный метр на 4/4 или 2/4;
- торжественно-величавый характер;
- двухчастная форма;
- преимущественно аккордовое изложение, в которое иногда добавляются пассажи;
- музыкальное сопровождение исполняется гобоями и тромбонами при поддержке барабана, подчёркивающего ритм танца;
- ритм аккомпанирующего барабана обычно 1/2-1/4-1/4 или подобный, такая же структура обычно повторяется в мелодии;
- в сюите павана обычно объединялась с гальярдой или другими подобными танцами.

Паваны часто встречались в сборниках для лютни, клавира или консортов. Паваны сочиняли Пьер Аттеньян, Клод Жервез, Энтони Холборн, Уильям Бёрд, Томас Морли, Ян Свелинк, Джон Дауленд, Орландо Гиббонс, Иоганн Шейн, Самуэль Шейдт, Якоб ван Эйк. Одна из самых известных паван — Belle qui tiens ma vie, которая поётся на четыре голоса.
В XVI веке павана достигает своего расцвета в творчестве английских вёрджиналистов. В XVI—XVII веках во Франции в форме паваны или аллеманды писались «Надгробия» (томбо) — инструментальные пьесы памяти умершего. В XVII веке павана получает распространение в качестве вступительной части немецкой сюиты. В XVIII веке павана в сюите она заменяется аллемандой, а в итальянской сонате da camera — «синфонией».
Танец встречается и в творчестве композиторов XIX—XX веков:
- паваны в операх Камиля Сен-Санса «Этьенн Марсель» (1878) и «Прозерпина» (1887);
- Павана для хора с оркестром Габриэля Форе (1887).
- «Павана на смерть инфанты[англ.]», фортепианная пьеса Мориса Равеля (1899, оркестровка 1910);
- Павана Спящей красавицы из сюиты «Матушка-гусыня[англ.]» Мориса Равеля (1908);
- павана из балета «Иов» Р. Воана-Уильямса (1931);
- павана из балета «Золушка» Сергея Прокофьева (3-я сюита, номер 1);
- павана из альбома «Сарабанда» Джона Лорда (1976);
- «Павана мистера Андерсона» Стива Мартланда (1994).